# Charlie Parra del Riego
Carlos Enrique Parra del Riego Campoverde známý pod uměleckým jménem Charlie Parra del Riego (* 5. března 1985) je peruánský kytarista a skladatel.

## Život a kariéra
Narodil se v Limě a prvním nástrojem, na který začal ve svých třinácti letech hrát, byl cajón. Později přešel ke kytaře. V roce 2003 založil se svými přáteli hardcorovou kapelu Difonía, s níž následně vydal tři alba: Camino Difícil (2004), Tarde o Temprano (2007) a Génesis (2010). Kromě domovského Peru vystupovala kapela také v Kolumbii. V roce 2012 skupinu opustil a začal vystupovat s kanadskou skupinou Kobra and the Lotus. Se skupinou nahrál jednu píseň, která v roce 2014 vyšla na desce High Priestess. Dále byl členem kapel Serial Asesino (2005–2009) a M.A.S.A.C.R.E. (2009–2012). V roce 2010 zahájil sólovou kariéru, během níž zpočátku nahrával videa s coververzemi na YouTube. Nahrál například peruánskou hymnu v heavymetalovém stylu. Ještě v roce 2010 vydal své první sólové album s názvem Procrastinación/Procrastination.